# واتر ولی (کنتاکی)
واتر ولی (به انگلیسی: Water Valley) شهری در ایالت کنتاکی کشور ایالات متحده آمریکا است که جمعیت آن در سرشماری سال ۲۰۱۰ میلادی، ۲۷۹ نفر بوده‌است.